# José Teófilo Ramos
José Teófilo Ramos (Nazaré Paulista, 5 de março de 1895 — São Paulo, 3 de março de 1973) foi um Coronel da Força Pública de São Paulo, atual Polícia Militar de São Paulo.

## Biografia
José Theóphilo Ramos nasceu em Nazaré Paulista no dia 5 de março de 1895, filho de José Ramos de Almeida e Maria Francisca de Oliveira.
Em 1912, mudou-se para São Paulo por influência de Luiz Rodrigues dos Santos, e lá nesse mesmo ano se alistou no 2º Batalhão de Caçadores da Força Pública, contra a vontade de seus pais. No ano anterior, o seu irmão já havia também se alistado no 1º Batalhão de Caçadores da mesma instituição.
Em 1913, foi promovido a cabo e no mesmo ano alcançou a patente de 3º sargento. Em 1917, prestou exame e ingressou no Curso Especial Militar, atual Academia do Barro Branco, sendo declarado Aspirante a Oficial em 1918, e no ano seguinte obtendo a patente de 2º Tenente.
Em 1920, realizou curso na Escola de Aviação da Força Pública. Em 1924, foi promovido a 1º Tenente e no ano seguinte a Capitão.
Em 1922, durante as revoltas tenentistas, embarcou com o seu 2º Batalhão com destino a fronteira do Estado de Mato Grosso, em defesa da ordem seriamente perturbada por tropas rebeldes então lideradas pelo General Clodoaldo da Fonseca.
Na Revolução de 1924, comandou a companhia defendia o Palácio dos Campos Elíseos, sede do governo de São Paulo. Com a fuga dos rebeldes, seguiu no encalço destes com os seus homens em direção ao Paraná, articulado também com soldados do Exército Brasileiro, entrando em combates nas cidades paranaenses de Ponta Grossa, Prudentópolis, Guarapuava, Foz do Iguaçu, entre outras. No ano seguinte, retornou a São Paulo. Em  1926, retomou a perseguição dos rebeldes, a partir de então denominados de Coluna Prestes. Percorrendo os estados de Mato Grosso e Goiás. Em 1928, foi promovido a Major pela sua atuação na defesa da capital paulista.
Com a Revolução de 1930, em outubro daquele ano, o major e subcomandante do 1º Regimento de Cavalaria, seguiu para a fronteira entre São Paulo e Paraná para a defesa do estado contra os revoltosos. Apesar de toda a preparação defensiva naquela região não houve combates entre aquelas forças, dado a deposição do Presidente Washington Luiz ter sido antecipada por um Golpe de Estado realizado pelos Generais que aderiram àquela conspiração contra o governo então vigente, situação que fez o então Comando da Força Pública Paulista entender não existir mais fundamento na resistência.
Em 28 de abril de 1931, foi preso no então presídio político da Imigração, junto de cerca de 200 oficiais, como Júlio Marcondes Salgado, Romão Gomes e Reinaldo Saldanha da Gama, além de praças da corporação, sofrendo outras punições disciplinares por conta de sua participação no Movimento de 28 de abril daquele ano, em que uma significativa parcela de oficiais e praças da Força Pública de São Paulo se rebelaram contra o regime Vargas e as constantes ingerências políticas no estado, encabeçadas por João Alberto e Miguel Costa.
Durante a Revolução de 1932, já no posto de Tenente Coronel, comandou o 2º Batalhão de Caçadores Paulista, tendo atuação no denominado “Setor Norte” que compreendia todo o Vale do Paraíba. Nos primeiros dias do conflito, atuou na localidade do Túnel da Mantiqueira que faz divisa entre a cidade de Cruzeiro-SP e Passa Quatro-MG, naquela ocasião Herculano de Carvalho e Silva comandava as tropas lá entrincheiradas, mas com a nomeação deste para o Comando Geral da Força Pública de São Paulo, José Teófilo Ramos passou a comandar aquelas tropas. Porém, em agosto de 1932 foi designado pelo chefe daquele setor, o então Coronel Euclides Figueiredo, para comandar as tropas na região de Queluz-SP, na fronteira entre os estados de São Paulo e Rio de Janeiro. Naquelas localidades foram onde ocorreram as maiores batalhas e com o maior número de mortes de todo o conflito. Findo o conflito, recolheu-se com sua tropa para a capital paulista.
Em 1938, concluiu o Curso de Aperfeiçoamento de Oficiais e já no ano seguinte obteve a promoção para Coronel da Força Pública Paulista.
Ao longo de sua carreira militar, serviu em diversas unidades da instituição, entre elas o 2º Batalhão de Caçadores, Escola de Aviação, 4º Batalhão de Infantaria, 1º Regimento de Cavalaria, Centro de Instrução Militar, 7º Batalhão de Caçadores Paulista, 1º Batalhão de Caçadores Paulista, Serviço de Intendência e o Quartel General. Também foi Comandante do 1º, 2º e 4º Batalhão de Caçadores, Subcomandante do Regimento de Cavalaria e do 7º Batalhão, Diretor de Centro de Instrução Militar, Chefe do Serviço de Intendência, Inspetor Administrativo e Chefe do Estado Maior da Força Pública. Também foi Comandante Geral Interino da Força Pública, quando substituiu em distintas ocasiões na década de 1940 os Comandantes Gerais.  Além disso, exerceu o cargo de Juiz e Presidente Interino do Tribunal de Justiça Militar do Estado, substituindo os afastamentos do titular, o Juiz Coronel José de Anchieta Torres. Em 1947, a pedido, passou para a Reserva.
Seu irmão mais velho, Napoleão de Almeida, também galgou o posto de coronel da Força Pública Paulista. Era casado com Julieta Peçanha Ramos, tendo os filhos Lígia Ramos e José Teófilo Ramos Filho.
O José Teófilo Ramos faleceu na cidade de São Paulo em 3 de março de 1973 e foi sepultado com honras militares no Cemitério da Consolação.

## Homenagens
Após passar para a reserva, em 7 de maio de 1947 foi publicado no Boletim Geral da Corporação um texto, em nome do Comando Geral, com amplas homenagens e agradecimentos ao agora Coronel da Reserva. Em um trecho daquele texto há uma síntese das qualidades daquele militar:
| “ | Chefe bravo, instruído, ponderado, digno defensor destemido dos direitos de seus camaradas de armas, fidalgo, íntegro, despido de vaidades, simples, honesto até a inflexibilidade, sincero, leal no procedimento, atitudes claras, vontade firme, elevada capacidade de trabalho, honestidade e competência. Compreensivo e humano em suas decisões. É um padrão moral da Força Pública (...) | ” |

Na sua cidade natal, Nazaré Paulista-SP, era muito prestigiado, inclusive pela imprensa local, entre as quais os jornais de Nazaré “A Folha” e o “Município”, que registravam notas de homenagens nas ocasiões de visitas do Cel. Teófilo Ramos a cidade. Além disso, as suas visitas às repartições públicas motivavam significativa recepção entre os funcionários e autoridades, tendo inclusive ocorrido em pelo menos uma oportunidade uma sessão especial na Câmara de Vereadores da cidade em homenagem ao Coronel da Reserva.
Na cidade de São Paulo, há a Rua José Teófilo Ramos, no bairro da Mooca, denominada assim em homenagem ao finado Coronel da Força Pública Paulista. 